# Edward Morgan Forster
Edward Morgan Forster (1. januar 1879 – 7. juni 1970) var en engelsk forfatter, bedst kendt for A Room with a View (1908) og A Passage to India (1926). Efter Forsters død blev bogen Maurice udgivet i 1971. Bogen er radikal i sit positive syn på homoseksualitet og den kunne derfor ikke udgives da Forster skrev den i 1914.

## Udvalgt bibliografi

### Romaner
- Where Angels Fear to Tread (1905)
- The Longest Journey (1907)
- A Room with a View (1908)
- Howards End (1910)
- A Passage to India (1924)
- Maurice (skrevet 1913–14, udgivet 1971)

### Andet
- The Celestial Omnibus (1911)
- Alexandria: A History and Guide (1922)
- Pharos and Pharillon (1923)
- Two Cheers for Democracy (1951)

## Filmatiseringer af Forsters værker
- Where Angels Fear to Tread (1991)
- Værelse med udsigt (1985) og A Room with a View (2007)
- Howards End (1992)
- Vejen til Indien (1984)
- Maurice (1987)